# Стоян, Адриан
Адриан Мариус Стоян (рум. Adrian Marius Stoian; 11 февраля 1991, Крайова) — румынский футболист, полузащитник итальянского клуба «Ливорно» и сборной Румынии.

## Карьера

### Клубная
Адриан Стоян является воспитанником футбольной школы имени Георге Попеску. В 2008 году он приехал в Италию, чтобы присоединиться к молодёжной команде «Ромы». В сезоне 2008/09 румынский футболист дебютировал в Серии А: 22 марта 2009 года он заменил Мирко Вученича на последних минутах матча «Рома» — «Ювентус». Следующий сезон игрок провёл в молодёжном составе клуба.
16 июля 2010 года румын был арендован «Пескарой», выступающей во второй по силе лиге Италии. Получив травму перед началом нового сезона, Стоян восстанавливался до октября. Первый матч в Серии В он сыграл 13 октября 2010 года, выйдя на поле во встрече с «Реджиной», а 13 марта следующего года забил свой первый официальный гол в игре с «Гроссето» (итоговый счёт 3:2 в пользу соперников «Пескары»). В итоге полузащитник к концу сезона 2010/11 провёл 12 матчей в Серии В, забив 1 гол, а также 1 игру в Кубке Италии с «Альбинолеффе».
После возвращения из аренды Адриан в августе 2011 года отправился в «Бари» на правах аренды.

### Международная
Стоян призывался в юношеские сборные Румынии для игроков до 17 лет, а затем до 19 лет. 3 июня 2011 года он дебютировал в составе молодёжной сборной в матче против Казахстана, который проводился в рамках отбора к молодёжному чемпионату Европы 2013 года.